# Moritz Schlick
Friedrich Albert Moritz Schlick (født 14. april 1882 i Berlin, død 22. juni 1936 i Wien) var en tysk filosof og fysiker der oprettede Wienerkredsen og dermed blev en af grundlæggerne af den logiske positivisme. Hans bidrag inden for videnskabsfilosofien rækker fra naturfilosofi til etik og æstetik.
Den tiltagende antiintellektuelle holdning under nazismen førte til at Wienerkredsens medlemmer spredtes til mange lande, først og fremmest USA og Storbritannien. Schlick blev imidlertid i Wien, og i 1936 blev han skudt i en bygning tilhørende Wiens universitet af en tidligere student.

## Hovedværker
- Lebensweisheit. Versuch einer Glückseligkeitslehre, München: Becksche Verlagsbuchhandlung, 1908
- "Das Wesen der Wahrheit nach der modernen Logik", i: Vierteljahrsschrift für wissenschaftliche Philosophie und Soziologie, årgang 34, 1910, s. 386-477
- Raum und Zeit in der gegenwärtigen Physik, Berlin: Verlag von Julius Springer 1917 (4. oplag 1922)
- Allgemeine Erkenntnislehre, Berlin: Verlag von Julius Springer, 1918 (2. oplag 1925)
- "Vom Sinn des Lebens", i: Symposion. Philosophische Zeitschrift für Forschung und Aussprache, årgang 1, 1927, s. 331-354
- Fragen der Ethik, Wien: Verlag von Julius Springer, 1930
- Gesammelte Aufsätze 1926-1936, Wien: Gerold & Co., 1938
- Die Probleme der Philosophie in ihrem Zusammenhang., Frankfurt: Suhrkamp Verlag, 1986